# Sentieri interrotti
I Sentieri erranti nella selva (o Sentieri interrotti) (Holzwege) sono una raccolta di saggi filosofici di Martin Heidegger, pubblicata a Francoforte sul Meno nel 1950. Si tratta di una delle opere che rappresentano la cosiddetta "svolta" (Kehre) nel pensiero dell'autore, ovvero il passaggio dalla ricerca sul senso dell'essere in riferimento all'esistenza umana, ricerca basata sul metodo della fenomenologia, all'indagine diretta alla verità dell'essere come evento del linguaggio, caratteristica della seconda fase del suo pensiero.

## Contenuto
L'opera si compone di sei saggi differenti che fanno capo, come dichiara Pietro Chiodi, primo traduttore italiano dell'opera, ad un unico concetto:
«Holzwege sono i sentieri nel bosco... ognuno di essi procede per suo conto, ma nel medesimo bosco. L'uno sembra l'altro... legnaioli e guardaboschi sanno cosa significa "trovarsi in un sentiero che, interrompendosi, svia"».
Questa metafora scaturisce in modo diretto dalle circostanze di vita di Heidegger stesso, abituale frequentatore della Foresta Nera e dunque di sentieri e boschi dove fare lunghe passeggiate. In questo senso Heidegger sembra intendere che il pensiero umano non deve proporsi una meta definitiva; esso non può che procedere, al contrario, se non come continuo sviamento, come irriducibile erranza. Non vi è dunque un'unica via per la riflessione, ma tutti i percorsi di pensiero sono ugualmente legittimi e utili.
La riscoperta della grecità e in generale la riscoperta delle problematiche originarie, ovvero il tema dell'essere è in questo testo più che un tema centrale; occorre infatti notare come Heidegger tenti di riportare l'intero pensiero alla scoperta delle sue origini, per liberarsi delle sue degenerazioni metafisiche e riportarsi in condizione di porre in modo autentico la questione ontologica fondamentale.
In tutta l'opera come in tutto Heidegger è importante avvertire che il significato dei termini e il lessico in generale richiede molta attenzione; la riscoperta delle parole, per non perderle nella banalità, fa sì che i termini usati denotino un senso diverso da quello comune.
Testi raccolti (tra parentesi la data di composizione):
1. L'origine dell'opera d'arte (1935/36)
2. L'epoca dell'immagine del mondo (1938)
3. Il concetto hegeliano di esperienza (1942/43)
4. La sentenza di Nietzsche "Dio è morto" (1943)
5. Perché i poeti? (1946)
6. Il detto di Anassimandro (1946)

## Edizioni
- (DE) Holzwege, Frankfurt am Main, Vittorio Klostermann, 1950, SBN MIL0433918.
- Sentieri interrotti, presentazione e traduzione di Pietro Chiodi, Firenze, La Nuova Italia, 1968, SBN RAV0053495.
- Holzwege. Sentieri erranti nella selva, a cura di Vincenzo Cicero, Milano, Bompiani, 2002, ISBN 88-452-9212-6.
  - (DE, IT) Holzwege. Sentieri erranti nella selva, a cura di Vincenzo Cicero, Milano, Bompiani, 2014, ISBN 978-88-452-9212-5.

Parziali
- (DE, IT) L'origine dell'opera d'arte, traduzione italiana di Ivo De Gennaro e Gino Zaccaria, Milano, Christian Marinotti edizioni, 2000, ISBN 88-8273-011-5.